# 美国隐蔽持武权

蓝色的为需要隐蔽持枪证的州，绿色为不需要的州

美国隐蔽持武权（英語：concealed carry），或隐蔽持枪，是指在公共场合，以隐蔽的方式（例如将枪套隐藏于衣服里）携带武器（特别是手枪）的行为。与之相对的是公开持武（open carry）。
2014年1月5日，伊利诺伊州正式实施隐蔽持枪法，這意味著隐蔽持有和携带武器在美国50个州全部合法，不过不同的州对于隐蔽持枪有不同的规定，在有的州需要特别的证件。对于隐蔽持武是否是造成暴力犯罪的因素，常常有互相矛盾的报道与分析。美国全国步枪协会在2004年发布的文献评论中认为允许隐蔽持枪的法律与犯罪率的提高并无直接关系。而兰德公司在2020年的报告则指出部分州分倾向于办法隐蔽持枪证与犯罪之间的联系有限。